# Bernd Nellessen

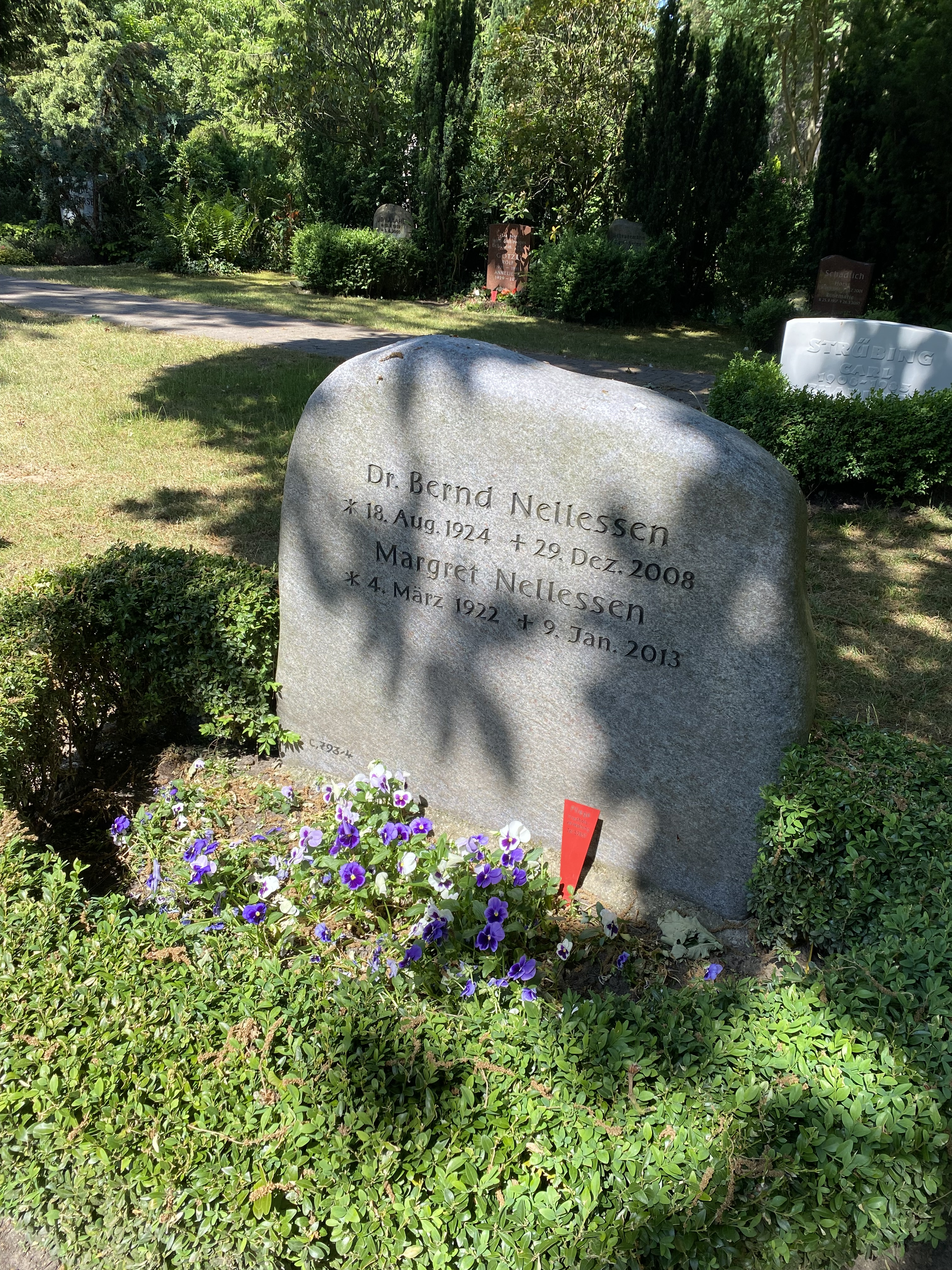
Grabstätte auf dem Friedhof Ahrensburg

Bernd Nellessen (* 18. August 1924 in Aachen; † 29. Dezember 2008 in Ahrensburg) war ein deutscher Journalist.

## Leben
Nach dem Reifevermerk an der General-Litzmann-Schule war ab 1943 Soldat, zuletzt Kompanieführer einer Panzerjägereinheit. Ab 1946 war er Journalist, vor allem im politischen Ressort, (1947: halbjähriger Aufenthalt in England, ab 1952 Auslandskorrespondent in Südamerika, ab Januar 1954 Politredakteur des Deutschen Allgemeinen Sonntagsblattes). Das neben der Berufstätigkeit ab 1954 begonnene Studium an der Universität Hamburg der Geschichte, Hispanistik, Soziologie bei Helmut Schelsky und des öffentlichen Rechts schloss mit der Promotion (Referent: Fritz Fischer, Korreferent: Rudolf Grossmann) zum Dr. phil. am 4. September 1959 mit der Dissertation Der „Neue Staat“ in der Konzeption der Falange. Über die Entwicklung und Bedeutung der Falange bis zur Proklamation der Staatspartei durch General Franco (19. April 1937) ab. Er war bis 1973 Leiter des damaligen Ressorts „Kulturpolitik“ bei Die Welt; danach stellvertretender Chefredakteur der Hannoverschen Allgemeinen Zeitung.
Im Jahre 1968 wurde der verheiratete Vater zweier Söhne mit dem Theodor-Wolff-Preis ausgezeichnet. Seine letzte Ruhestätte fand Bernd Nellessen auf dem Friedhof in Ahrensburg.

## Schriften (Auswahl)
- mit Werner Jochmann: Adolf Hitler. Persönlichkeit, Ideologie, Taktik (= Schriften zum Zeitgeschehen. Band 3653). Schöningh, Paderborn 1960, OCLC 9651756.
- Die verbotene Revolution. Aufstieg und Niedergang der Falange (= Hamburger Beiträge zur Zeitgeschichte. Band 1). Leibniz-Verlag, Hamburg 1960, OCLC 5589537.
  - A. M. Fidora und C. Pagliano als Übersetzer: La Rivoluzione proibita. Ascesa e tramonto della falange. Giovanni Volpe, Rom 1965, OCLC 803158057.
- Der Prozess von Jerusalem. Ein Dokument. Econ-Verlag, Düsseldorf/Wien 1964, OCLC 903403087.
- als Herausgeber: José Antonio Primo de Rivera. Der Troubadour der spanischen Falange (= Schriftenreihe der Vierteljahrshefte für Zeitgeschichte. Nummer 11). Deutsche Verlagsanstalt, Stuttgart 1965, OCLC 874204334. doi:10.1524/9783486703726.
- Das mühsame Zeugnis. Die katholische Kirche in Hamburg im zwanzigsten Jahrhundert (= Hamburger Beiträge zur Zeitgeschichte. Band 26). Christians, Hamburg 1992, ISBN 3-7672-1147-5.
- „Wo warst Du, Pater Benedikt?“ Die katholische Kirche in Deutschland und die Verfolgung der Juden im „Dritten Reich“. Vortrag am 5. April 1995 in der Katholischen Akademie Hamburg (= Reihe Ansprachen, Reden, Einreden. Band 2). Katholische Akademie Hamburg 1995, ISBN 3-928750-45-3.
- als Herausgeber mit Ursula Büttner: Die zweite Chance. Der Übergang von der Diktatur zur Demokratie in Hamburg 1945–1949 (= Publikationen der Katholischen Akademie Hamburg. Band 16). Katholische Akademie Hamburg 1997, ISBN 3-928750-53-4.